# Glossosoma timurense
Glossosoma timurense là một loài Trichoptera trong họ Glossosomatidae. Chúng phân bố ở miền Cổ bắc.